# 錫格里察角
62°27′54″S 60°07′20″W / 62.46500°S 60.12222°W

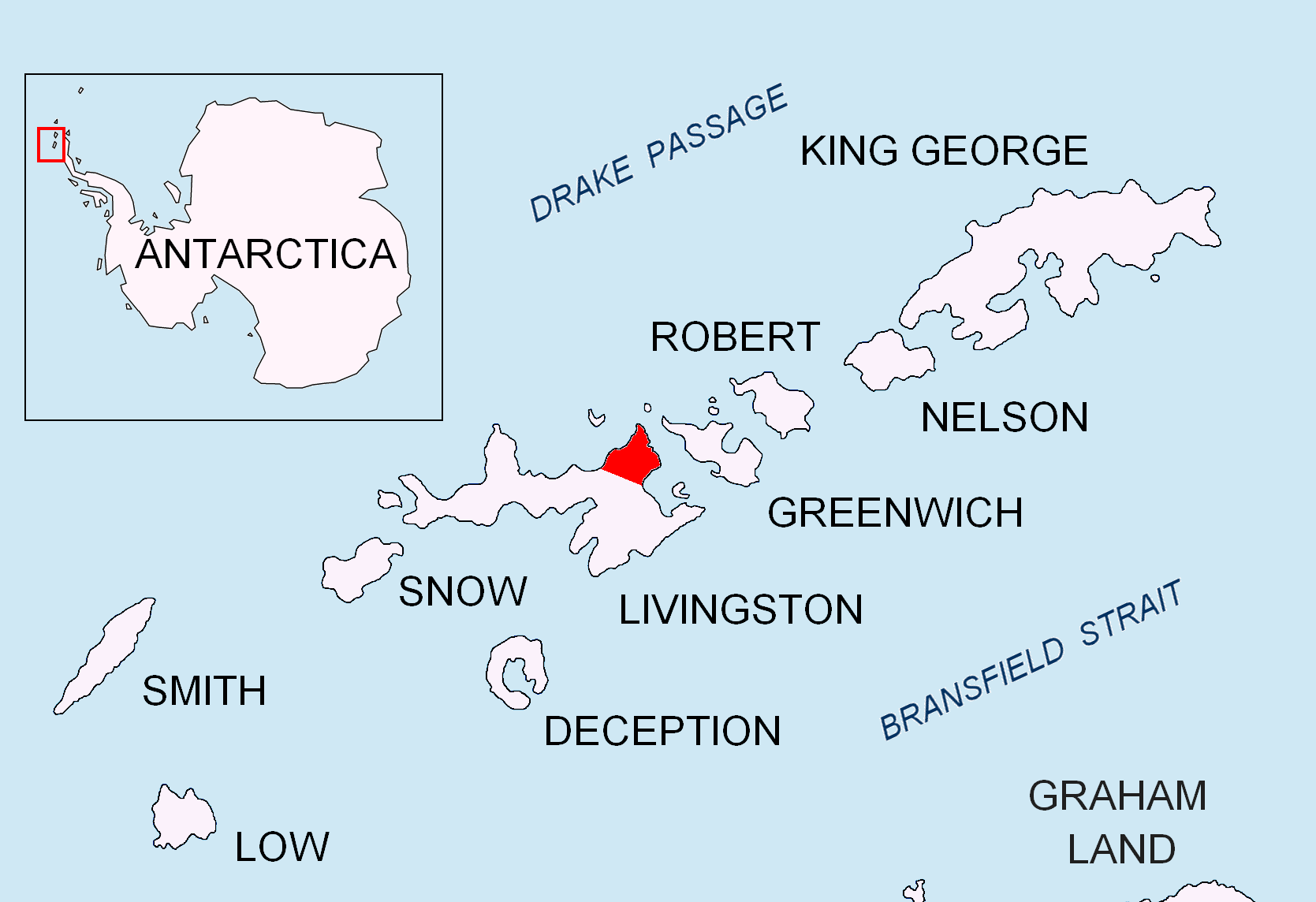

錫格里察角是南極洲的海岬，位於南設得蘭群島中利文斯頓島的瓦爾納半島，處於威廉斯角東南面1.6公里、塞耶冰原島峰東北面1.07公里和菲切托角西北面0.81公里。

## 外部連結
- SCAR Composite Gazetteer of Antarctica（页面存档备份，存于）.